# 凱旋門 (布加勒斯特)
凱旋門（羅馬尼亞語：Arcul de Triumf）是羅馬尼亞首都布加勒斯特的一座拱門，位於布加勒斯特南部。第一座凱旋門修建於1878年羅馬尼亞獨立時期，為木質拱門。第二座凱旋門修建於1922年，在1935年被拆毀。現在的凱旋門修建於1936年9月。現在的凱旋門高27米。

## 圖片

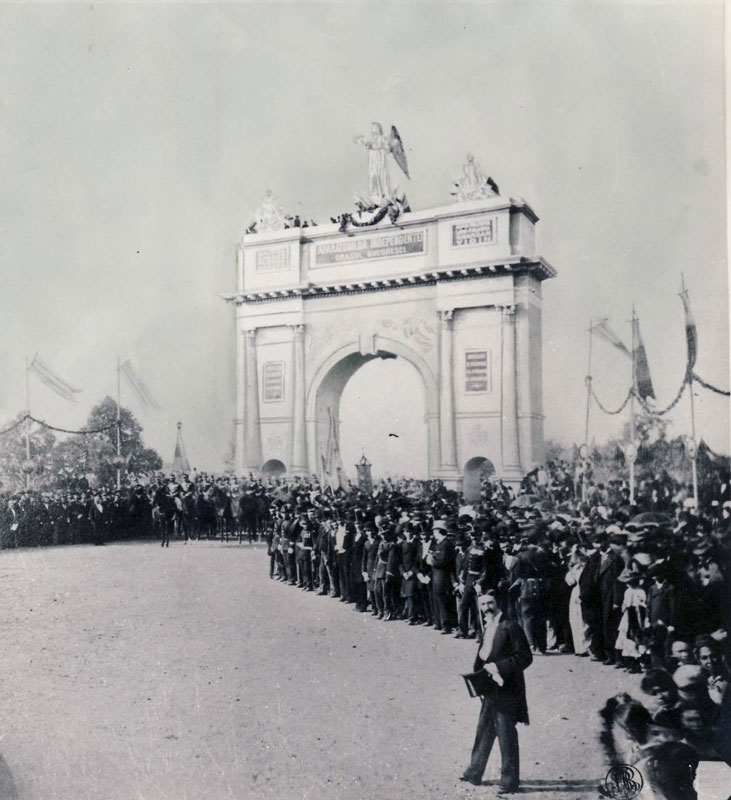
第一座凱旋門
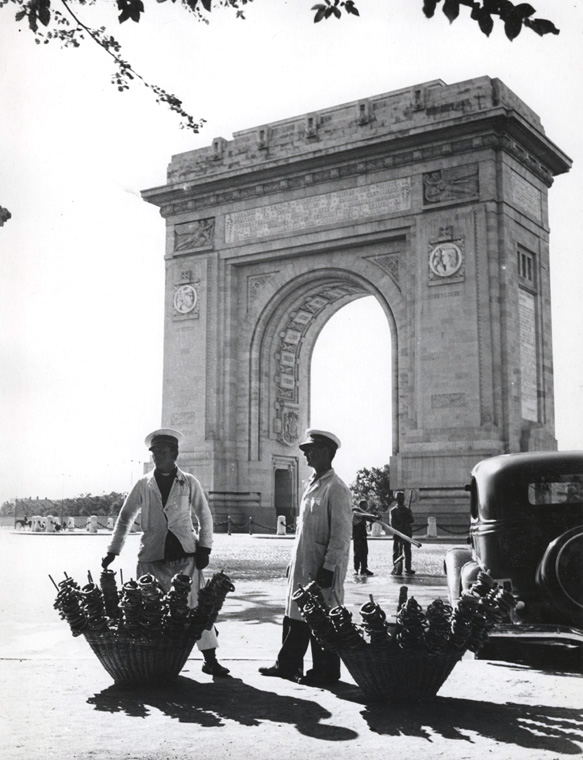
第二座凱旋門
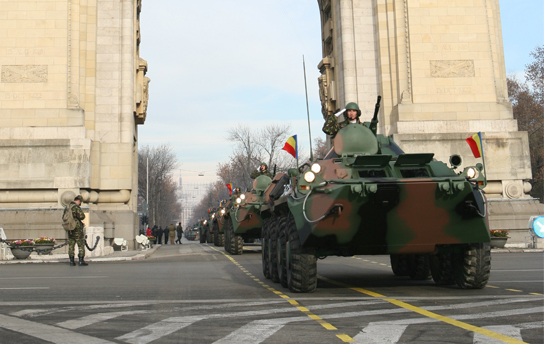
國慶日時的凱旋門

## 外部連結
- Arcul de Triumf at Google Maps
- The Arc de Triomf in Bucharest,Romania
- The Arc de Triomf in Paris,France